# Louise Gade
Pour les articles homonymes, voir Gade.
Louise Gade, née le 15 juin 1972 à Thyborøn (Danemark), est une juriste et femme politique danoise, membre de Venstre et ancienne maire d’Aarhus.

## Biographie
Louise Gade est la fille d’Harry et Anna-Marie Gade. Elle étudie au Struer Gymnasium (lycée Struer) en 1991, puis déménage à Aarhus pour étudier le droit. Pendant ses études, elle devient membre du conseil national de l’organisation des Danmarks Liberale Studerende (DLS ; en français : « Étudiants libéraux du Danemark »). En 1997/1998, elle obtient un diplôme en droit de l’université d'Aarhus. De juillet 1997 à janvier 2002, elle travaille comme avocate au cabinet d'avocats Lokdam, Kjellund & Partnere. En 2001, elle épouse Ulrik G. Westring.
Engagée au sein du parti Venstre, elle est élue conseillère municipale d'Aarhus lors des élections locales de novembre 1993. Durant son premier mandat, elle devient en 1995 la présidente du groupe de son parti au conseil municipal. Elle est réélue en novembre 1997.
Lors des élections municipales de novembre 2001, elle est la tête de liste de Venstre et remporte 31,7 % des suffrages, juste derrière la liste du maire social-démocrate Flemming Knudsen avec 33,3 %. Elle est alors élue maire par le nouveau conseil municipal, devenant à 29 ans la plus jeune maire de la commune, ainsi que la première femme et première personnalité non issue de la Social-démocratie à occuper le poste.
Candidate à un nouveau mandat lors des élections locales de novembre 2005, elle obtient 42 697 votes personnels, un record dans la commune, mais la gauche obtient une majorité au conseil municipal, permettant au social-démocrate Nicolai Wammen de devenir maire. Elle devient alors conseillère municipale chargée de l'enfance et de la jeunesse.
En avril 2008, elle annonce qu'elle ne sera pas candidate à un nouveau mandat au conseil municipal lors des élections locales de novembre 2009, à l'issue desquelles elle quittera la vie politique. Elle quitte finalement le conseil municipal quelques mois avant la fin de son mandat, après avoir accepté le poste de directrice-adjointe de l'université d'Aarhus.
Elle quitte l'université d'Aarhus en août 2015 pour devenir directrice de la formation continue et membre du conseil d'administration au collège universitaire VIA (en).
En octobre 2019, elle quitte le monde universitaire pour devenir directrice des ressources humaines du Salling Group.